# Laphria mulleri
Laphria mulleri là một loài ruồi trong họ Asilidae. Laphria mulleri được Wulp miêu tả năm 1872. Loài này phân bố ở miền Ấn Độ - Mã Lai.